# Дахуацяо
ГЕС Дауакяо (大华桥水电站) — гідроелектростанція на півдні Китаю у провінції Юньнань. Знаходячись між Huangdeng (вище по течії) та ГЕС Miaowei, входить до складу каскаду на одній з найбільших річок Південно-Східної Азії Меконзі (басейн Південно-Китайського моря). 
В межах проекту річку перекрили греблею із ущільненого котком бетону висотою 106 метрів, яка утримує водосховище з об’ємом 2,93 млрд м3 (корисний об’єм 0,41 млрд м3), в якому припустиме коливання рівня між позначками 1472 та 1477 метрів НРМ. 
Машинний зал обладнали чотирма турбінами типу Френсіс потужністю по 230 МВт, які повинні забезпечувати виробництво 3,9 млрд кВт-год електроенергії на рік.